# 신혼 소동
"신혼 소동"(新婚騷動)은 한국에서 제작된 전조명 감독의 1976년 영화이다. 임성훈 등이 주연으로 출연하였고 주동진 등이 제작에 참여하였다.

## 출연

### 주연
- 임성훈
- 최미나
- 임희춘